# Paralastor vulpinus
Paralastor vulpinus är en stekelart som först beskrevs av Henri Saussure 1856.  Paralastor vulpinus ingår i släktet Paralastor och familjen Eumenidae. Utöver nominatformen finns också underarten P. v. excisus.